# Grabowskia duplicata
Grabowskia duplicata là loài thực vật có hoa trong họ Cà. Loài này được Arn. mô tả khoa học đầu tiên năm 1837.